# Меликян, Романос Овакимович
Романос Овакимович (Роман Акимович) Меликян (арм. Ռոմանոս Մելիքյան; 1 октября 1883, Кизляр — 30 марта 1935, Ереван) — армянский композитор, музыкально-общественный деятель, хормейстер и музыкальный педагог.

## Биография
Родился 1 октября 1883 года в Кизляре. В 1905 году окончил Ростовское музыкальное училище, после чего до 1907 года занимался в Москве у Михаила Ипполитова-Иванова и Болеслава Яворского. В 1910-1914 годах учился в Петербургской консерватории в классе Василия Калафати и Максимилиана Штейнберга.
В 1908 году в Тбилиси участвовал в организации армянского общества «Музыкальная лига». Основал музыкальную студию в Ереване (1921), которая была переименована в консерваторию в 1923 году. Стал первым художественным руководителем Ереванского театра оперы и балета (ныне имени Александра Спендиарова).
Скончался 30 марта 1935 года. Именем композитора названо музыкальное училище в Ереване.

## Творчество
Меликян является создателем армянского романса. Мастерство национальной вокальной лирики и своеобразие гармонического языка Меликяна оказали большое влияние на армянскую музыку. Также внёс большой вклад в развитие советской массовой песни. Сделал множество обработок армянских народных песен, в которых отразились музыкально-эстетические принципы Меликяна.

### Сочинения
Написал пьесы для фортепиано, романсы для голоса и фортепиано, которые вошли в циклы «Осенние строки» (1907-1913), «Изумруды» (1918, издан в 1928 году), «Блёстки» (1922, издан в 1949 году), сборники песен «Песни нового быта», «Красноармейские песни», «Пионерские песни», обработки народных песен «Эскизы».